# Guizotia
Genre
Guizotia est un genre de plantes à fleurs dicotylédones de la famille des Asteraceae, de la sous-famille des Asteroideae, originaire d'Afrique et de la péninsule arabique, qui comprend neuf espèces acceptées.
L'espèce-type est Guizotia abyssinica (L.f.) Cass.
Ce sont des plantes annuelles ou vivaces, herbacées ou arbrisseaux, ramifiés, à port dressé, pouvant atteindre deux mètres de haut.
Une espèce, Guizotia abyssinica, est cultivée pour ses graines oléifères.

## Étymologie

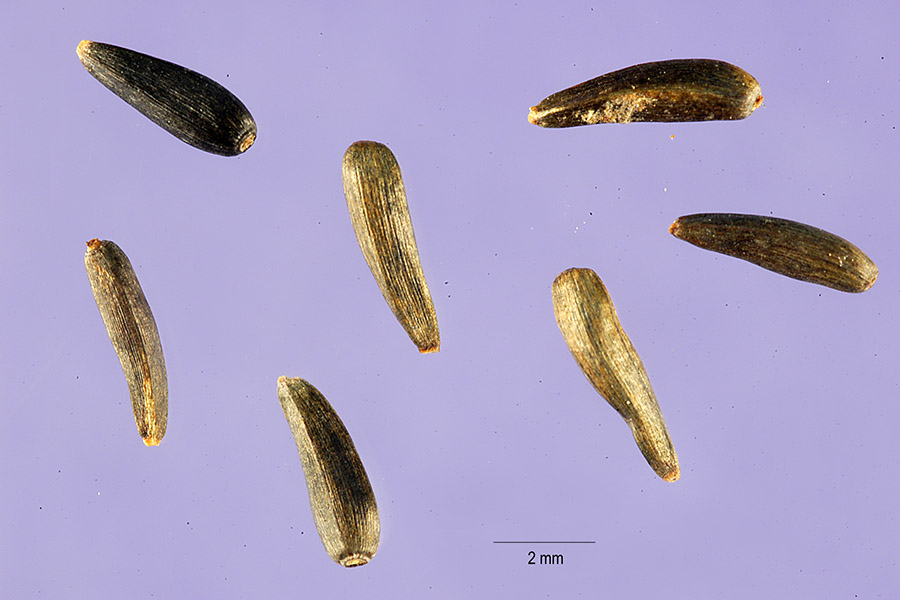
Akènes de Guizotia abyssinica.

Le nom générique, « Guizotia », est une hommage à François Pierre Guillaume Guizot (1787-1874), homme d'État et historien français.

## Taxinomie

### Synonymes
Selon WMRS :
- Ramtilla DC.
- Veslingia Vis.
- Werrinuwa B.Heyne

### Liste d'espèces
Selon The Plant List (18 mars 2019) :
- Guizotia abyssinica (L.f.) Cass.
- Guizotia arborescens Friis
- Guizotia candussioi Cif.
- Guizotia jacksonii (S.Moore) J.Baagøe
- Guizotia scabra (Vis.) Chiov.
- Guizotia schimperi Sch.Bip. ex Walp.
- Guizotia villosa Sch.Bip. ex A.Rich.
- Guizotia villosula Cif.
- Guizotia zavattarii Lanza